# Amato Danio
Amato Danio (Saponara, 19 ottobre 1619 – Napoli, 22 ottobre 1705) è stato un giurista italiano.

## Biografia
Nato da una famiglia gentilizia, si trasferì in giovane età a Napoli per motivi di studio. Frequentò corsi di lettere, filosofia, teologia e diritto. Conseguita la laurea in legge, fu insegnante di diritto e, per un certo periodo, avvocato, professione che abbandonò a causa di balbuzie e timidezza. Tuttavia, entrò nell'ordine giudiziario in età senile.
Accanto al suo lavoro, si dedicò allo studio di studi classici e alla ricerca delle radici storiche del suo paese e della Basilicata in genere, accogliendo, nella sua biblioteca, i giovani di Saponara e dei paesi limitrofi che giungevano a Napoli per studiare. Fu autore della traduzione in italiano della Geografia dell'Antica Lucania di Strabone. Ricoprì, inoltre, le cariche di giudice della Gran Corte della Vicaria e di regio consigliere. Morì a Napoli nel 1705.

## Opere
- Riflessioni su d'un trattato delle cerimonie chinesi conformi all'idolatria greca e romana (1701)
- Dissertatio de iure succedendi serenissimo Regi Catholico Carolo II in Hispanam Monarchiam (1702)
- Discorso delle ragioni della Sacra Cattolica Reale Maestà di Filippo V alla successione della Monarchia di Spagna, aggiuntovi un ragionamento intorno all'investitura del Regno di Napoli (1704)